# Нововяткинское сельское поселение
Нововяткинское се́льское поселе́ние — муниципальное образование в Викуловском районе Тюменской области Российской Федерации.
Административный центр — село Нововяткино.

## История
Статус и границы сельского поселения установлены Законом Тюменской области от 5 ноября 2004 года № 263 «Об установлении границ муниципальных образований Тюменской области и наделении их статусом муниципального района, городского округа и сельского поселения».

## Население
| 2010 | 2011 | 2012 | 2013 | 2014 | 2015 | 2016 |
| ---- | ---- | ---- | ---- | ---- | ---- | ---- |
| 610  | ↘609 | ↘590 | ↘567 | ↗575 | ↘568 | ↘566 |
| 2017 | 2018 | 2019 | 2020 | 2021 |      |      |
| ↗569 | ↘551 | ↘539 | ↘526 | ↗567 |      |      |

## Состав сельского поселения
| № | Населённый пункт | Тип населённого пункта       | Население |
| - | ---------------- | ---------------------------- | --------- |
| 1 | Комиссаровка     | деревня                      | 130       |
| 2 | Нововяткино      | село, административный центр | 411       |
| 3 | Новомалахова     | деревня                      | 56        |
| 4 | Чаша             | деревня                      | 13        |